# Château Marcadet
Pour les articles homonymes, voir Marcadet.
Le château Marcadet, situé à Bogny-sur-Meuse, en France est une grande maison bourgeoise construite au XIXe siècle pour un patron de la métallurgie ardennaise.

## Description

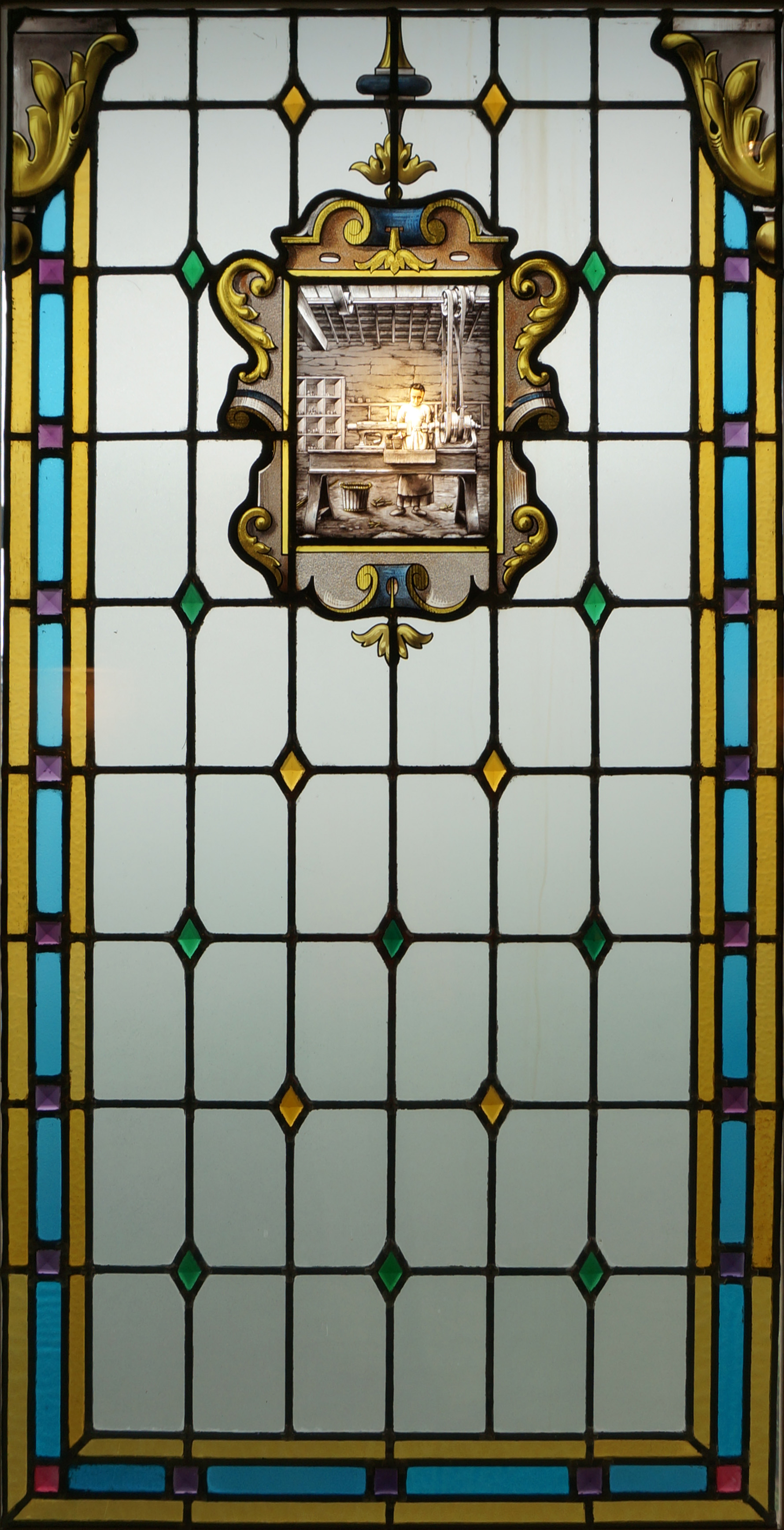
Vitrail l'atelier de tarauderie, Musée de l'Ardenne.

L'allure générale n'est pas sans évoquer un chalet, avec le toit en saillie, le premier étage à (faux) pans de bois et enduit, et le soubassement de schiste. Une extension, placée sur un terrain en dénivellation, mêle dans sa construction pierres et briques, et inclut un toit terrasse, avec vue sur la Meuse, et deux vérandas orientées plein sud. La véranda sur pilotis métalliques comportait des vitraux initialement. A l´intérieur, les pièces sont agencées autour d´un vestibule formant puits de lumière au centre de la maison.

## Localisation
Le château est situé 21 rue des Euvies, sur la commune de Bogny-sur-Meuse, dans le département français des Ardennes. Il domine la vallée de la Meuse. Une maison de retraite a été construite dans le domaine Marcadet.

## Historique
En 1879, la famille Marcadet fonde à Bogny une entreprise de boulons. En 1889, Michel Marcadet acquiert un premier bâtiment existant sur le terrain, ainsi que des terrains avoisinant. Son fils Arthur-Paulin agrandit ce bâtiment en 1896. Il devient une grande demeure bourgeoise mêlant, dans sa décoration intérieure, bois, stucs, céramique et vitrail. Des vitraux à grisaille sont commandés en 1897, représentant le monde du travail et de la boulonnerie, et insérés dans des verrières d'inspiration Art nouveau. Ils ont été déplacés en 1999 et sont désormais au Musée de l'Ardenne à Charleville-Mézières. 
L'édifice est inscrit au titre des monuments historiques en 2000.